# Kidderia acrobeles
Kidderia acrobeles är en musselart som först beskrevs av Suter 1913.  Kidderia acrobeles ingår i släktet Kidderia och familjen Cyamiidae. Inga underarter finns listade i Catalogue of Life.